# Beverly Fleitz
Beverly Baker Fleitz, född 13 mars 1930 i Providence, Rhode Island, död 29 april 2014 i Long Beach i Kalifornien, var en amerikansk ambidexter tennisspelare.

## Tenniskarriären
Beverly Fleitz tillhörde under mitten och andra halvan av 1950-talet de främsta amerikanska tennisspelarna. Enligt WTA-world inofficiella ranking var hon världstrea 1953-55 och 1959. År 1958 var hon nummer två.
Hon nådde 1955 tillsammans med amerikanskan Darlene Hard dubbelfinalen i Franska mästerskapen. Paret möte där Shirley Bloomer/Patricia Ward som besegrades med 7-5, 6-8, 13-11.
Senare på sommaren nådde Fleitz singelfinal i Wimbledonmästerskapen efter att i sin semifinalmatch först ha slagit ut 1951 års mästare Doris Hart. I finalen mötte Fleitz den trefaldiga mästaren Louise Brough. Trots ledning i båda spelade set med 5-4, förlorade Fleitz matchen med 5-7, 6-8. 
Året därpå, 1956, också då i mycket god form, nådde hon kvartsfinalen i Wimbledon. På grund av illamående tvingades hon avbryta turneringen. En av turneringsläkarna konstaterade att Fleitz var gravid (det var med sin andra dotter). 
Vid fyra tillfällen blev Beverly Fleitz Pacific Southwest- och Southern California-mästare. Hon vann Båstadturneringen 1959.
Hon deltog i det amerikanska Wightman Cup-laget 1949, 1956 och 1959. Hon avslutade sin aktiva tävlingskarriär efter säsongen 1959.

## Spelaren och personen
Beverly Fleitz var utpräglat ambidexter och spelade forehandslag med både höger och vänster arm. Hon var en mycket lättrörlig och snabb spelare. 
Efter tenniskarriären övergick hon till att spela golf, men tillsammans med maken, John Fleitz, öppnade hon också några tennisklubbar i Kalifornien. Paret har fyra döttrar och flera barnbarn.
Hon upptogs 2005 i the Hall of Fame of Southern California.

## Grand Slam-titlar
- Franska mästerskapen
  - Dubbel - 1955